# Kvinnofängelset
Kvinnofängelset (engelska: Prisoner) är en australisk TV-serie om sammanlagt 692 avsnitt. Den spelades in 1979–1986. Den visades i TV4 mellan den 6 september 1994 och den 3 februari 2000.

## Handling
Handlingen utspelar sig framförallt på avdelning H på Wentworth Detention Centre. Fängelsebyggnaden, som ses i exteriörscenerna, är TV-huset i Melbourne. Den australiska originaltiteln är Prisoner men fick namnet Prisoner: Cell Block H då den exporterades till USA och Storbritannien; för brittisk del skedde detta förmodligen för att inte orsaka förväxling med kult-TV-serien The Prisoner. I Kanada fick den titeln Caged Women. Den australiska serien blev emellertid kultförklarad i England och på många andra håll. Den är ovanlig genom miljön, genom sitt nästan helt kvinnliga persongalleri och sina för den tidens "daytime soaps" ovanligt tvära och icke-glamorösa intrigvändningar.
Tittaren får följa bland andra Beatrice Alice "Bea" Smith (Val Lehman), Doreen (Colette Mann), Elisabeth "Lizzie" Birdsworth (Sheila Florance) och Myra Desmond (Anne Phelan) med flera och deras liv bakom galler, vaktade av bland andra Meg Morris (Elspeth Ballantyne), Joan "The Freak" Ferguson (Maggie Kirkpatrick) samt Vera "Vinegar Tits" Bennet (Fiona Spence) och fängelsedirektören Erica "Davo" Davidson (Patsy King).
Serien började sändas i Sverige på TV4 den 6 september 1994 och det sista avsnittet sändes den 3 februari 2000. Serien sändes alltid nattetid. Efter en lyckad repriskampanj, som genererade en omfattande namninsamling och en demonstration utanför TV4-huset, visades serien i repris mellan 2000 och 2004, och återigen från och med maj 2014 på TV4 Guld. Slutvinjetten/sången "On the Inside" sjungs av Lynne Hamilton.
Totalt förekom 6 480 skådisar, manusförfattare med flera under hela seriens lopp.
Elspeth Ballantyne var den enda skådespelaren som var med i seriens samtliga 692 avsnitt.

## Rollförteckning i urval

### Fängelsepersonal
- Elspeth Ballantyne – Meg "Mrs M" Jackson, senare Morris
- Patsy King – Erica Davidson, Wentworths första fängelsedirektör
- Fiona Spence – Vera Bennett
- Gerard Maguire – Jim Fletcher
- Joy Westmore – Joyce Barry
- Judith McGrath – Colleen "Po-Face" Powell, vice fängelsedirektör
- Tommy Dysart – Jock Stewart
- Maggie Kirkpatrick – Joan "The Freak" Ferguson
- Gerda Nicolson – Ann Reynolds, Wentworths andra fängelsedirektör
- Ray Meagher – Ernest Craven, fängelsedirektör på Blackmoor
- Ian Smith – Ted Douglas, chef på "The Departement"
- Barry Quin – Greger Miller, fängelsedoktor

### Interner
- Val Lehman – Bea Smith, "top dog", avsnitt 1–400
- Colette Mann – Doreen Anderson
- Sheila Florance – Lizzie Birdsworth
- Peta Toppano – Karen Travers
- Kerry Armstrong – Lynn Warner
- Betty Bobbitt – Judy Bryant
- Anne Phelan – Myra Desmond, "top dog"
- Carole Skinner – Nola McKenzie
- Carol Burns – Franky Doyle
- Kirsty Child – Willie Beecham
- Janet Andrewartha – Reb Kean
- Ida Brown – Paddy Burnet
- Reylene Pearce – Phyllis Hunt
- Belinda Davey – Hazel Kent
- Amanda Muggleton – Chrissie Latham
- Maggie Millar – Marie Winter
- Glenda Linscott – Rita Connors, avsnitt 585–692
- Lynda Stoner – Eve Wilder

## Wentworth
2012 påbörjade det australiska betal-TV-bolaget Foxtel inspelningarna av en remake av Kvinnofängelset, nu under namnet Wentworth som visades första gången den 1 maj 2013 i den australiska TV-kanalen SoHo. Serien tilldrar sig i nutid, men är i serien händelser innan Kvinnofängelset.